# Thomas Glavinic
Thomas Glavinic (né le 2 avril 1972 à Graz) est un écrivain autrichien.

## Biographie
En 1987 Thomas Glavinic devient numéro deux des joueurs d'échec autrichiens de sa classe d'âge. À partir de 1992, alors qu'il est chauffeur de taxi, il réalise plusieurs pièces radiophoniques, des reportages, ainsi que divers essais "sur les rapports entre le football, les échecs et la littérature " et " juste pour moi, sur Fredi Fesl et le pouvoir du silence ". Il remporte de nombreux prix et bourses littéraires. Il vit aujourd'hui en Styrie.

## Œuvres traduites en français
- Partie remise ((de) Carl Haffners Liebe zum Unentschieden), Pauvert, 2001,  (ISBN 9782720213991)
- Le travail de la nuit ((de)  Die Arbeit der Nacht), traduction de Bernard Lortholary, Flammarion (2007),  (ISBN 2081205858)
- Le tueur à la caméra ((de) Der Kameramörder), traduit par Olivier Mannoni, éditeur Buchet-Chastel,  (ISBN 978-2-35004-076-9)
- Le plus grand des miracles ((de) Das grössere Wunder), traduit par Brice Germain, Piranha (2016).